# La Fabrique culturelle
La Fabrique culturelle est une plateforme numérique produite par Télé-Québec qui a pour mandat de valoriser les arts et la culture québécoise. Lancée le 11 mars 2014 ,, La Fabrique culturelle diffuse et produit des vidéos, des podcasts et des articles.
Les dix bureaux régionaux de Télé-Québec participent à la production de contenu sur tout le territoire québécois. Ces dix bureaux sont situés à Val-d'Or, Gatineau, Montréal, Sherbrooke, Trois-Rivières, Québec, Rimouski, Carleton-sur-Mer, Chicoutimi et Sept-Îles. De nombreux partenaires du milieu culturel contribuent également à la production de vidéos sur la plateforme.
Parmi les partenaires, on compte, entre autres, le Conseil des arts et des lettres du Québec, Bibliothèque et Archives nationales du Québec, Secondaire en spectacle, Festival du cinéma international en Abitibi-Témiscamingue, Festival en chanson de Petite-Vallée, la Biennale internationale d'estampe contemporaine, les Rencontres internationales du documentaire de Montréal et Culture pour tous.
La comédienne Sophie Cadieux et l'artiste hip hop Webster ont été des ambassadeurs de La Fabrique culturelle jusqu'en 2021.

## Description
La Fabrique culturelle met en valeur les artistes québécois et québécoises qui œuvrent dans les domaines des arts visuels, des arts de la scène, du cinéma, de la création numérique, du design et de l'architecture, de la littérature, des métiers d'art, de la musique et du patrimoine et de la société.
Elle a pour objectif de valoriser l'identité culturelle québécoise sur l'ensemble du territoire, principalement à travers la créativité des artistes et artisans, en accordant une place privilégiée à la relève.

## Séries vidéo
- Saveurs: à la rencontre des cuisines autochtones (2022)
- Hors piste, la culture insoumise (2022)
- Les libraires craquent (2021)
- Le cœur sur le flow: Marieme sur les traces du hip hop au Québec (2021) [5],[6],[7]
- Rétroprojecteur (2021) [8],[9]
- Manifeste: artistes au front (2020)[10]
- Ceux qui content (2019)
- Artéfacts (2018)
- Beatmakers: nouveaux compositeurs (2018)
- Un été à la chapelle (2018)
- Écoute T'Classiques (2016)
- Lis T'Classiques (2016), série lauréate d'un prix Numix[11]

## Séries balado
- Y a pas juste Céline (2022)
- Daniel Bélanger: Rêve encore (2021) [12],[13],[14]
- Scène nationale du son, en collaboration avec Transistor Média (2020)[15],[16]
- Signal nocturne (2020)[17]
- L'heure de radio McGarrigle (2020)[18],[19]
- Proxémie (2019)[20]
- La vie secrète des libraires (2018)[21],[22]
- En filigrane (2018)
- Atalukan (2018)
- Quartier Général (2017)